# Gisement de Mesabi Range

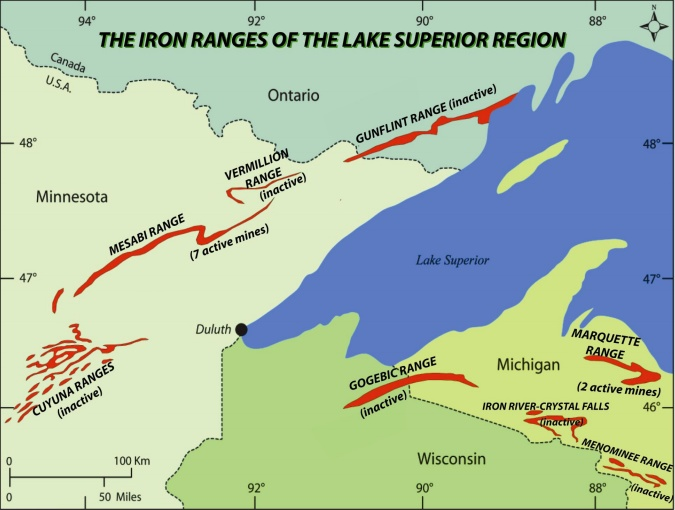
Chaînes de fer (Iron Ranges) du Lac Supérieur

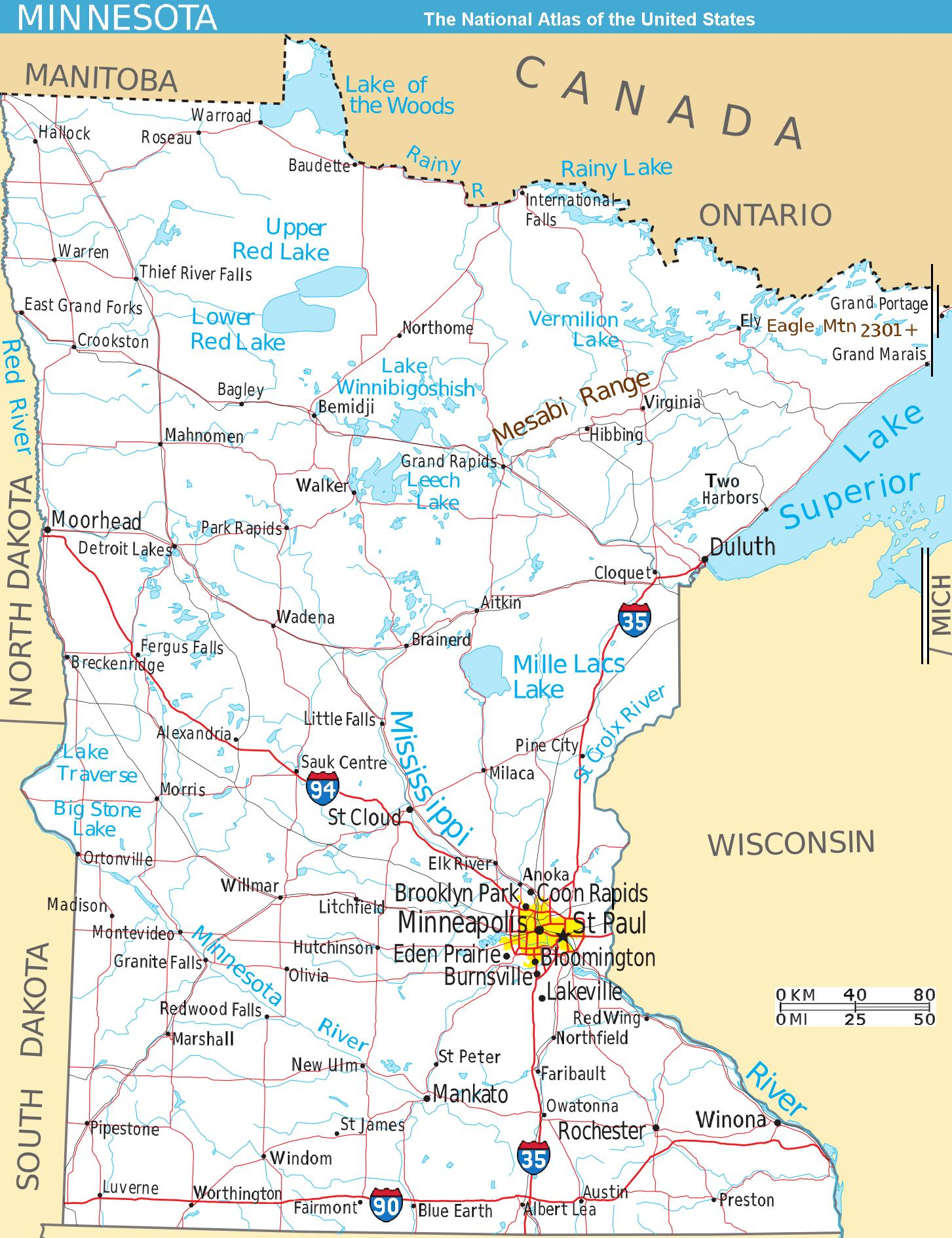
Le Mesabi Range (en haut au centre) est à l'ouest du Lac Supérieur, au nord de Duluth, et l'extrême nord de Minneapolis-Saint Paul. Les villes voisines incluent Grand Rapids, Hibbing et Virginia.

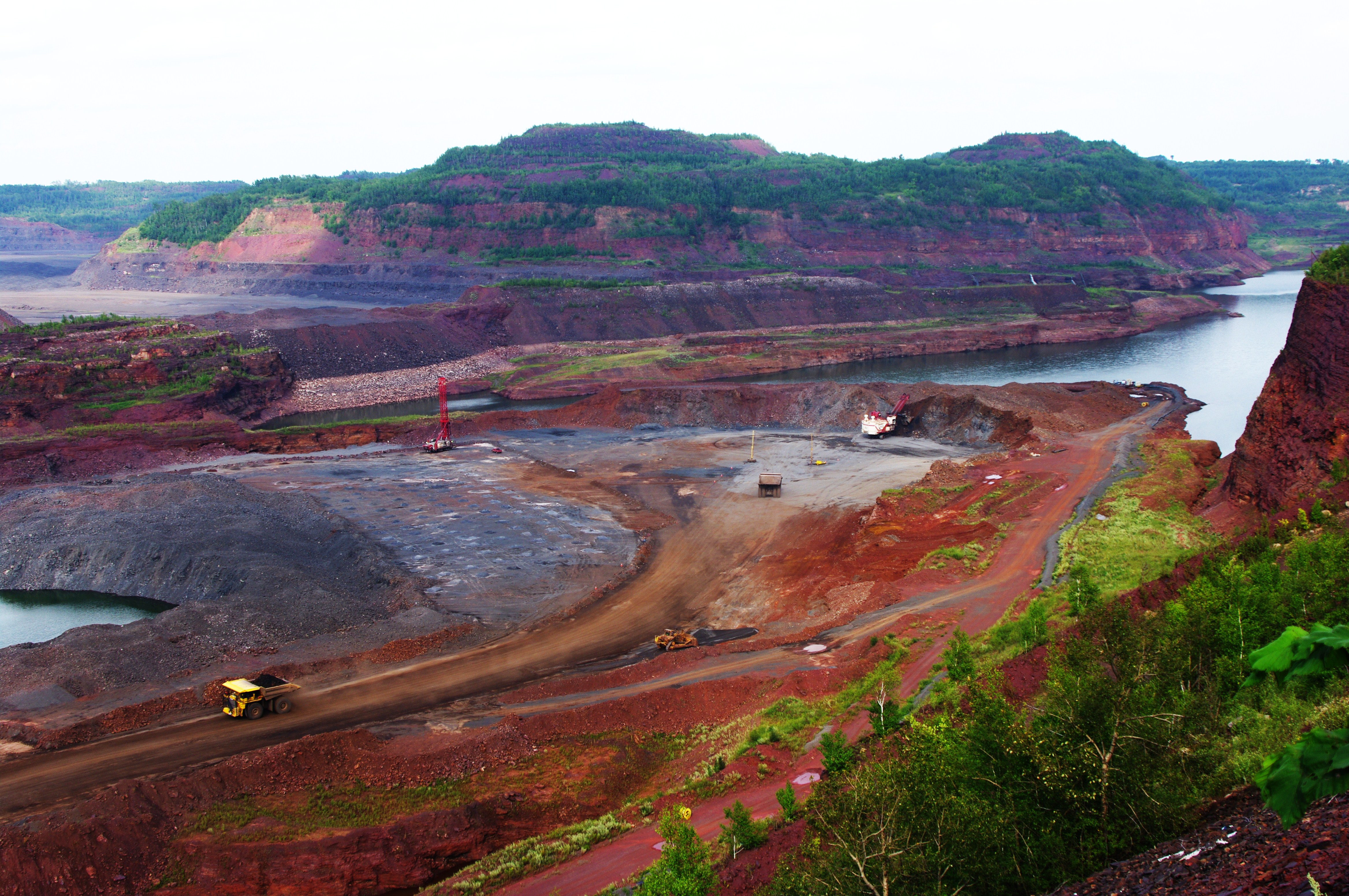
Mine de fer à ciel ouvert de Hull-Rust-Mahoning, Mesabi Range, 2010

Le gisement de Mesabi Range est une formation géologique contenant d'importants gisements de minerai de fer, et le plus grand des quatre dans la région, connus collectivement sous le nom d'Iron Range dans le Minnesota. Découvert en 1866, il est le principal centre d'extraction du minerai de fer aux États-Unis. Le district est situé dans le nord-est du Minnesota, en grande partie dans les comtés d'Itasca et Saint Louis. Il a beaucoup contribué à la croissance américaine dans la première partie du 20e siècle. Les opérations d'extraction ont diminué vers le milieu des années 1970, mais ont rebondi en 2005. Avec la chute de la valeur du dollar américain par rapport aux autres devises du monde et la croissance de la chine, la production est rentable de nouveau, et certaines mines qui avait fermé ont rouvert, tandis que d'autres mines ont été développées.

## Nom
Les Monts Mesabi, situés à l'intérieur de la chaîne de montagne américaine de l'Iron Range, étaient connus des populations locales Ojibwe comme Misaabe-wajiw ("Géant"),. Tout au long de la Mesabi Range, "Mesaba" et "Missabe" les variations orthographiques sont trouvées, avec des endroits contenant des "Géants" dans leurs noms.

## Géologie
Il y a trois sources de fer dans le nord du Minnesota, le Cuyuna, le Vermillon, et la Mesabi. La plupart du minerai de fer  mondial, y compris celui contenu dans le nord du Minnesota, s'est formé au cours du milieu du Précambrien. Au cours de cette période, l'érosion a nivelé les montagnes, ce qui a contribué aux formations ferrifères rubanées trouvé dans le nord du Minnesota. Sur les monts Mesabi, l'étirement 100 milles (160,9344 km) à partir de Grand Rapids à Babbitt, a un minerai proche de la surface, où il peut être extrait à partir de mines à ciel ouvert.
La structure d'ensemble est celle d'un monoclinal incliné de 5 à 15 degrés vers le sud-est. Les minerais naturels ont une teneur en fer de 51 à 57 %, alors que les granulés contiennent de 60 à 67 %. Les minerais naturels sont principalement des mélanges d'hématite et de goethite.:519–520, 522, 527–528 Le silicate le plus commun est la minnésotaïte. À noter également la présence de structures d'algues dans la formation Biwabik.

## Extension géographique
Le massif des Monts Mesabi est de 110 milles (177,02784 km) de long. Les hauteurs varient de 200-500 pieds (152,4 m). Le point le plus élevé, situé à environ 5,6 milles (9,0123264 km) au nord-est de Virginia, est le Pike Mountain, à 1 950 pieds (594,36 m). Le gisement s'étend du nord-est au sud-ouest, s'étendant à partir de Babbitt à Grand Rapids.

### Les Embarrass Mountains
Les Embarrass Mountains  sont un sous-ensemble de monts Mesabi, couvrant environ 9 milles (14,484096 km) à travers le nord de Blanc Township et Hoyt Lakes, dans le Comté de St Louis. Les hauteurs varient de 200-400 pieds (121,92 m). Le point le plus élevé, à 1 940 pieds (591,312 m), est à environ 1,9 milles (3,0577536 km) à l'ouest  de la communauté de Hinsdale, près des fosses de l'ancienne société minière de l'Erie de l'usine de traitement de taconite.

## Les opérations minières

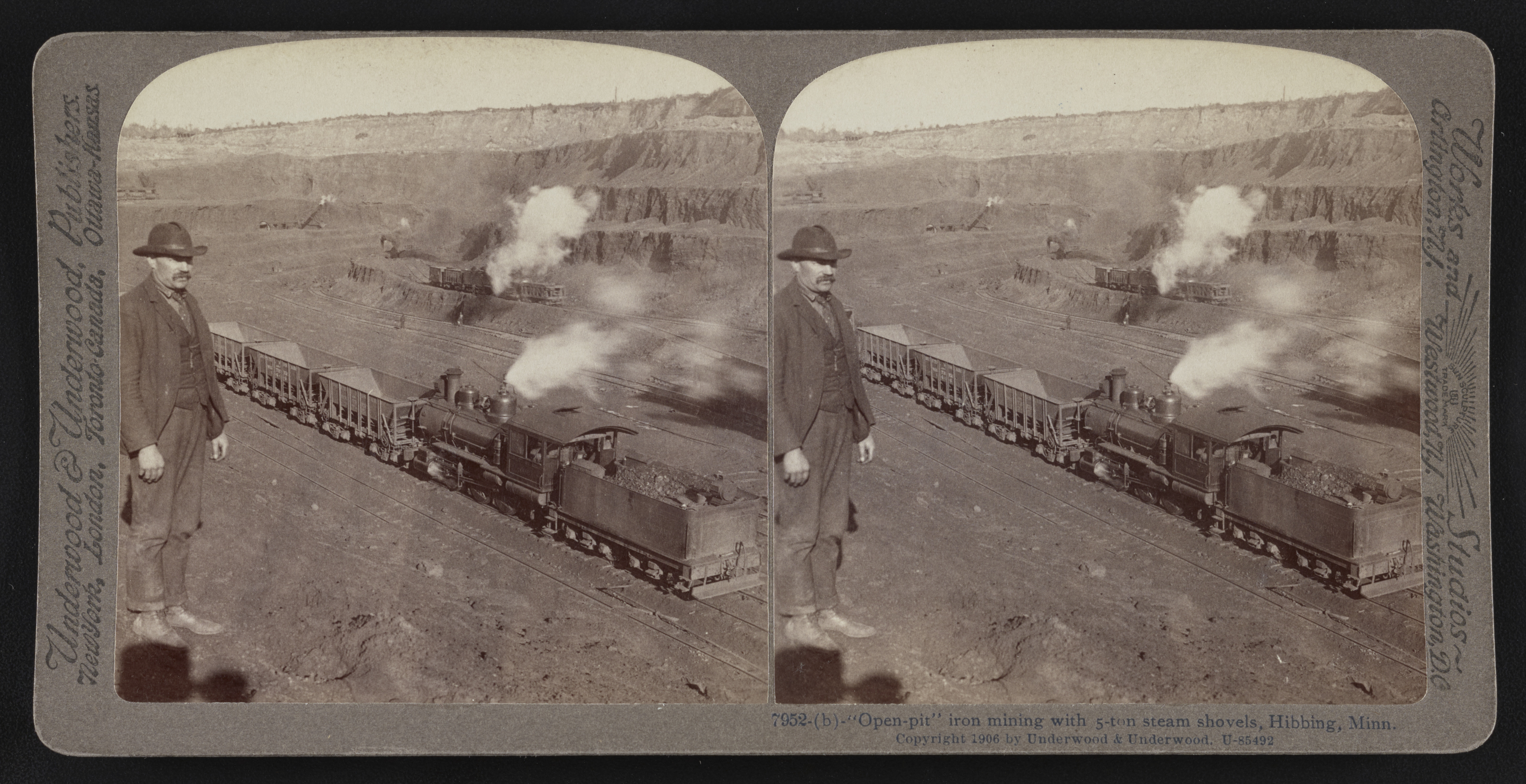
Les gisements de fer à ciel ouvert de Hibbing, Minnesota c. 1906

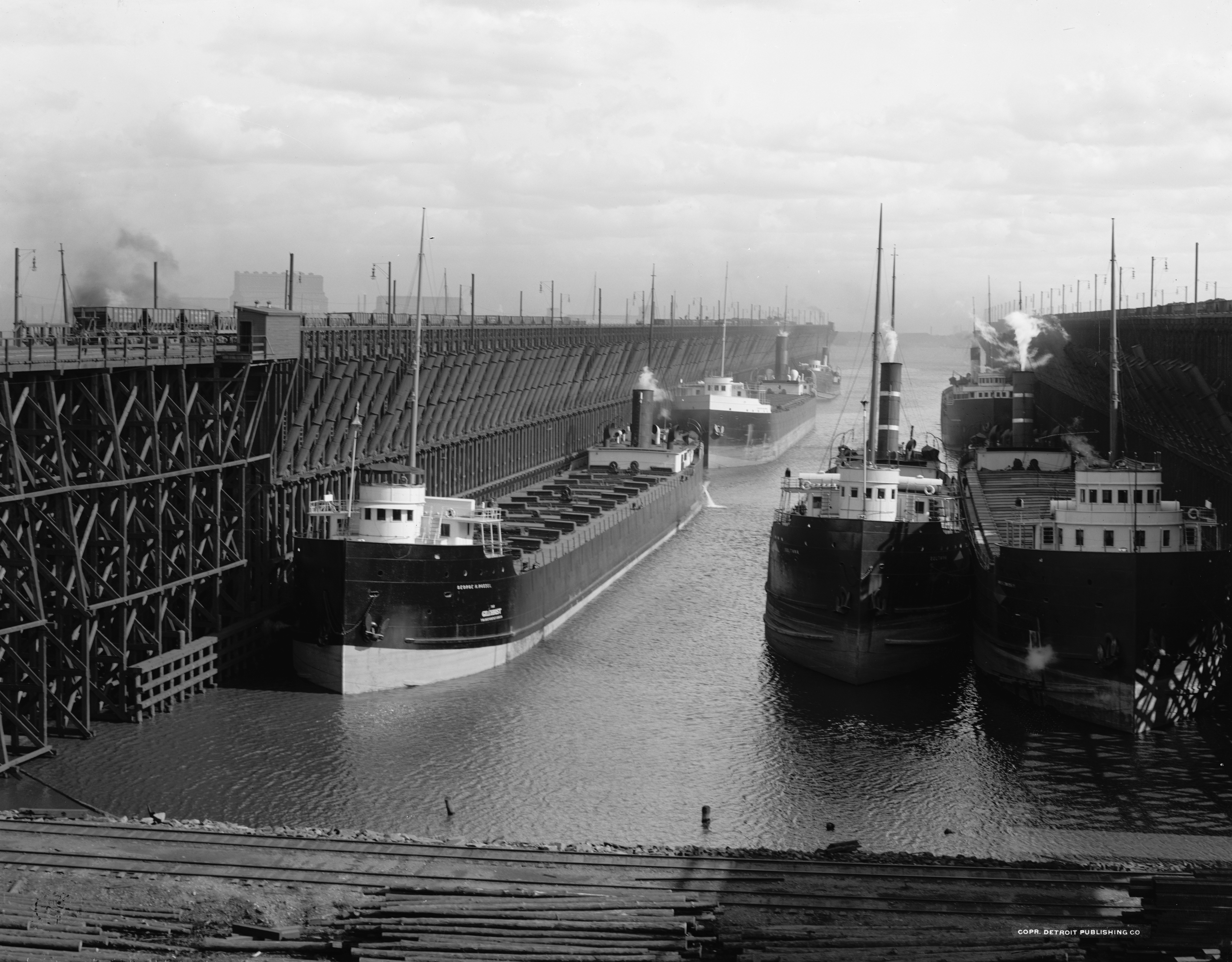
Quais des minerais à Duluth vers 1900-1915

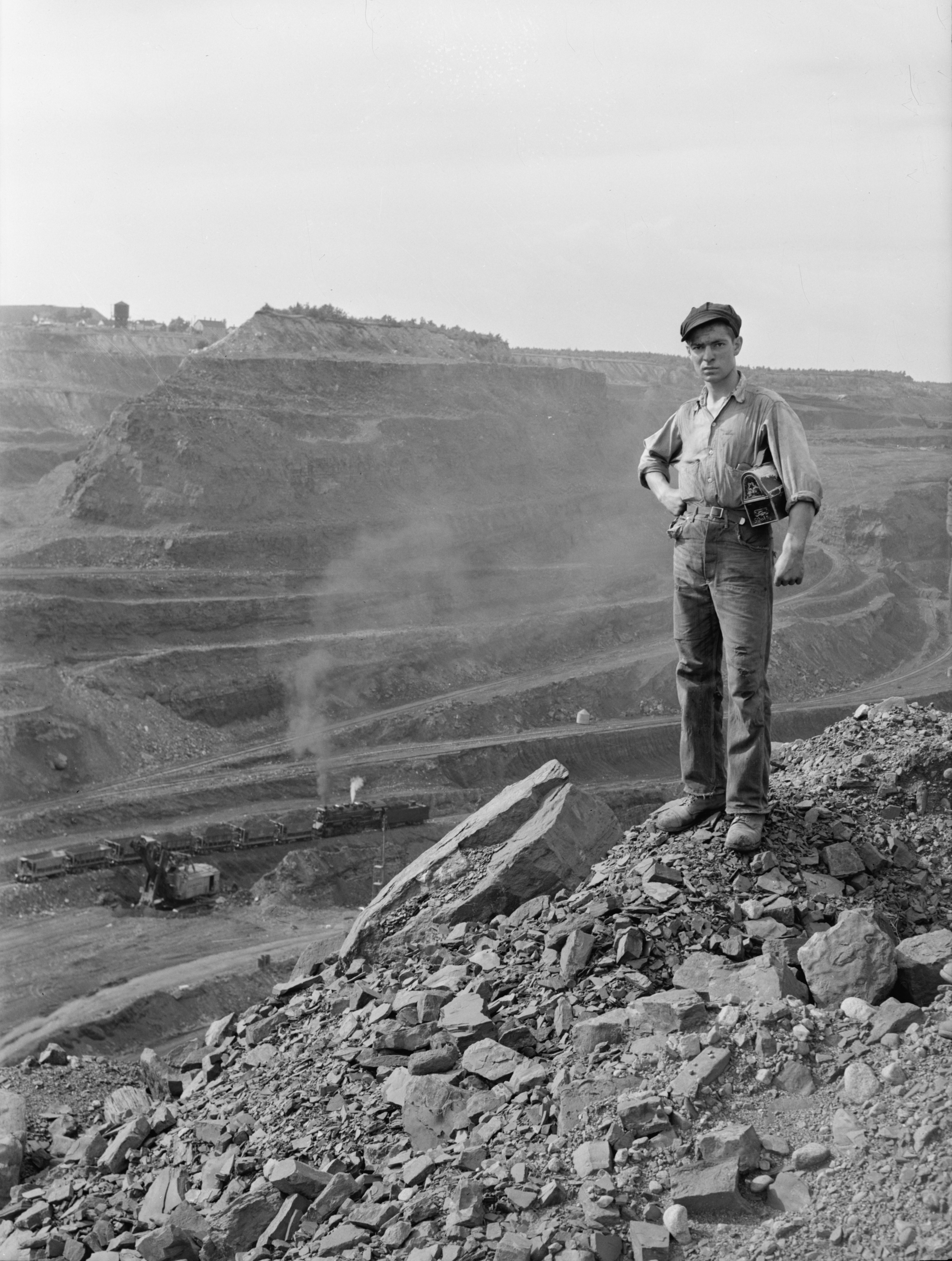
Mine de fer à ciel ouvert en 1946

Le minerai de fer a été découvert au nord de la "Montagne de Fer", dans le Minnesota, le 16 novembre 1890 par J. A. Nichols. Le gisement a été considéré comme tel dans les années 1900. D'abord les mines souterraines ont été utilisées, avant de céder la place à des fosses à ciel ouvert, de sorte qu'en 1902, la moitié des opérations ont été réalisées de cette façon. La dernière mine souterraine a été fermée en 1960. Les minerais naturels ont cédé la place à des concentrés de minerai de magnétite et de taconite , de sorte qu'en 1965, un tiers de la production provenait de ces pastilles.
Le minerai de fer est actuellement extrait uniquement à partir des fosses à ciel ouvert, bien que certaines mines aient été exploitées de manière souterraine dès le début.
Une grande part du minerai est situé près de la surface, permettant l'exercice d'activités minières par les mines à ciel ouvert. La plus grande mine du monde à ciel ouvert de minerai de fer est la Mine de Hull-Rust-Mahoning à Hibbing. Dans les premières années de l'exploitation minière, puis de la fin du 19e siècle jusqu'aux années 1950, l'exploitation minière a mis l'accent sur les minerais de haute qualité qui pourraient être transformées en acier sans beaucoup de changement.
Plus tard, l'attention s'est déplacée vers le minerai à plus faible teneur en taconite, qui exige le traitement étendu. Le minerai est ensuite transporté, principalement par le chemin de Fer de Duluth, Missabe et Iron Range, vers les ports de Two Harbors (Minnesota) et Duluth (Minnesota). À Duluth, des trains de jusqu'à quatre-vingts wagons de 100 tonnes sont déversés dans les "vraquiers des Grands Lacs" de 60 000 tonnes en poids pour le mouvement vers les aciéries de l'Indiana et de l'Ohio.
Les mines à ciel ouvert qui ne sont plus exploitées sont une caractéristique commune de l'Iron Range. Certains de ces sites ont été convertis à d'autres utilisations. Par exemple, la Virginie Pilote est un projet qui se concentre sur le réaménagement du terrain adjacent aux anciennes mines, avec un parc d'état qui propose des visites guidées pour les visiteurs qui souhaitent apprendre l'histoire de l'exploitation de la mine. Les visites sont guidées par d'anciens travailleurs de la mine.
Actuellement, il y a six exploitations minières de traitement avec des installations en fonctionnement dans l'Iron Range. Cliffs Natural Resources détient l'exploitation Minière Northshore, qui a des activités minières dans Babbitt (Minnesota). Arcelor Mittal possède et exploite la mine de l'île de Minorque avec des opérations minières près de Biwabik et Gilbert et un broyage, la concentration et la granulation de la facilité de près de Virginia (47° 32′ 34″ N, 92° 31′ 01″ O).
U.S. Steel possède et exploite deux KeeTac (47° 23′ 57″ N, 93° 04′ 33″ O) et Minntac (
47° 29′ 50″ N, 92° 36′ 50″ O) avec l'exploitation des mines et des installations de traitement de Keewatin et de la Montagne de Fer. La dernière installation est Hibbing Taconite, qui exploite une mine et à l'usine entre les villes de Hibbing et Chisholm (Minnesota). Bien qu'Arcelor Mittal détienne une participation majoritaire dans Hibbing Taconite, l'agent d'exploitation est en fait Cliffs Natural Resources, actionnaire minoritaire. U.S. Steel est également un intervenant minoritaire dans Hibbing Taconite.
En outre, Essar Steel opère la construction d'une mine/usine près de Nashwauk, qui prévoit pas seulement la mine et processus industriel de la taconite, mais finalement de produire de l'acier sur le site, prêt pour l'expédition dans le monde entier.
Steel Dynamics et Kobelco opèrent le site de Mesabi Pépite (47° 31′ 41″ N, 92° 07′ 18″ O) près de Hoyt Lakes, qui n'a pas encore son propre matériel, mais fait produire à haute teneur en fer des pépites. Magnetation, Inc. est une autre société actuellement en train de travailler sur l'Iron Range, mais leur intention est de récupérer les restes de fer à partir de minerai de décharges avec des séparateurs magnétiques de haute-puissance pour produire des concentrés, afin de les expédier dans le monde entier.

## Le rôle des Rockefeller
John Davison Rockefeller a prêté de l'argent à son frère, Frank Rockefeller, et à James Corrigan, associé d'affaires de Franck, pour acheter des mines de fer du Mesabi Range. Fin 1896 ou au début de 1897, John D. a pris des actions dans la société en raison de l'échec de Corrigan à rembourser les prêts. Frank et Carrigan ont été forcés de vendre la société. Le marché du minerai des monts Mesabi était presque inexistant à cette époque. John D. investit 40 millions de dollars pour construire les entreprises de transport du minerai de Mesabi. Pour atteindre les sidérurgistes à Pittsburgh, le minerai devait voyager à travers les Grands Lacs en passant par Cleveland. Il a investi aussi 2 millions de dollars dans un chemin de fer pour transporter le minerai de monts Mesabi à Duluth, et construit une flotte de navires à minerai sur le Lac Supérieur. En décembre 1896, il a passé un accord avec Henry W. Oliver et Andrew Carnegie, de Pittsburgh en vertu duquel ils sont convenus de ne pas aller dans le secteur respectif de chacun. Les sidérurgistes ont adapté leurs usines pour le traitement du minerai des monts Mesabi. Oliver a rompu l'accord et, en réponse, John D. acheté un monopole du minerai de transport par bateau sur les Grands Lacs. John D. a vendu sa société de minerai à J. P. Morgan pour 90 millions de dollars et ce dernier a acheté des actions Carnegie steel en 1901.

## Grèves
Plusieurs grandes grèves ont eu lieu sur le gisement de Mesabi au début des années 1900. La première a débuté le 20 juillet 1907 après que la Western Federation of Miners (WFM) ait demandé de réduire à huit heures la journée de travail et une augmentation de salaire. La grève a duré deux mois et a abouti à ce que des milliers de travailleurs soient mis sur une liste noire.
En juin 1913, le WFM a organisé à nouveau une grève dans la région du Pays de cuivre, exigeant moins d'heures de travail et un meilleur salaire, pendant 265 jours, connue comme la Grève de 1913-1914.
Le 25 juin 1916, une autre grève est menée par les Industrial Workers of the World pour de meilleurs salaires. En septembre 1916, les travailleurs ont voté pour la reprise du travail, mais peu de temps après le retour au travail une augmentation de 10% des salaires a été annoncée pour les travailleurs de l'ensemble de l'Iron Range.
- compagnie Greyhound Lines.

## La culture populaire
Bob Dylan a commémoré en 1963 la région par la chanson North Country Blues, incluse dans son album de 1964  The Times They Are a-Changin
La vie dans les Monts Mesabi a été porté à l'attention du public par le film de 2005 L'Affaire Josey Aimes, qui représente une version romancée des événements entourant Jenson v. Eleveth Taconite Co., une Action collective (droit) contre le harcèlement sexuel, intentée contre une société minière du Mesabi Range.
La région est également en vedette dans la chanson "Youngstown", de Bruce Springsteen, à partir de 1995 l'album Le Fantôme de Tom Joad

## Personnalités
- Roger Enrico (1944-2016), ancien PDG de PepsiCo et de Dreamworks.